# Гай Клувий
Гай Клувий (на латински: Gaius Cluvius) е римски политик и сенатор от 1 век пр.н.е.
Произлиза от фамилията Клувии (gens Cluvia) от Кампания.
Клувий е споменат от Юлий Цезар, че участва през 45 пр.н.е. в завоюването на Цизалпийска Галия и че е triumvir monetalis. През 29 пр.н.е. той става суфектконсул по времето на Август.